# 亚当斯大厦
36°03′59.5″N 120°18′49.5″E / 36.066528°N 120.313750°E
亚当斯大厦位于中国山东省青岛市市南区中山路51号、中山路曲阜路路口东南角，建成于1931年，俄国建筑师尤力甫设计，约1935年、1967年两次扩建至现今规模，曾为青岛第一百货商店所在地，现为商业楼。

## 历史
亚当斯大厦由日资地产商山东起业株式会社建造，由俄国建筑师尤力甫（俄语：Владимир Юрьев，旧式罗马化：Wladimir Yourieff）于1930年设计，1931年建成，原为4层，约1935年加盖两层，成为当时青岛除天主教堂外的最高建筑之一。该楼建成后用于出租，曾在此办公的公司、组织有万国体育总会、滋美洋行、德士古石油公司等。
1949年6月2日青岛解放后，该楼由青岛市人民政府接管。同年8月16日，中国百货公司青岛分公司在河南路40号成立，1950年迁至中山路亚当斯大厦旧址，一、二、三楼为该公司第一门市部商场，四楼设批发部，五、六楼设舞厅和管理机构，5月1日开业，为青岛市第一家国营大型百货零售企业。1952年12月11日，百货分公司撤销，改为中国百货公司山东省公司青岛采购供应批发站和国营青岛市百货商店，中山路第一门市部划归百货商店。1954年，青岛市百货商店改为中国百货公司山东省公司青岛市公司，第一门市部改称第一百货商店，实行独立核算，四楼辟为零售商场。1967年改称青岛百货商店，并在大楼南侧接建，扩大了一至四楼的商场，营业面积达3000多平方米，由此成为青岛最大的综合性百货商店。1988年8月改称青岛第一百货商店（简称“一百”）。1990年代，该楼外墙曾一度增设玻璃幕墙。进入21世纪后，该楼不再作为百货商店营业，改为出租给不同商户使用。

## 建筑特色

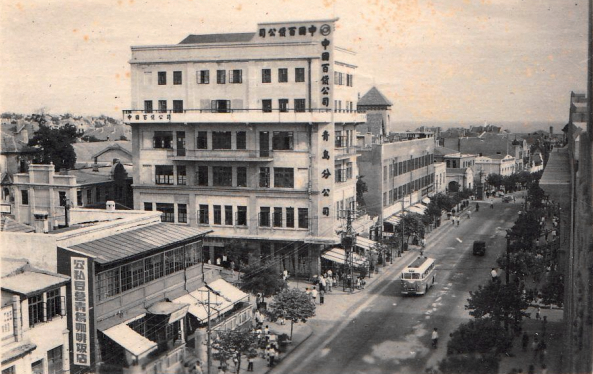
1950年代的亚当斯大厦（中国百货公司青岛分公司）

亚当斯大厦占地0.624亩，建筑面积2196.9平方米，总高23.5米，钢筋混凝土结构，平面呈矩形。外立面最初为简化的欧式风格，整洁大方，浅色粉刷墙面，主要以简单的壁柱、腰线装饰，几处关键部位采用少量古典装饰元素，五层外侧设有一圈悬挑阳台（现已不存），顶部建有女儿墙遮挡坡屋顶。楼内各层平面布局差异较大，一层为两户较大的商铺，二层为大空间办公室，三、四层划分为可用作办公室或出租公寓的小间，五层为两层通高舞厅，六层设有游廊。屋顶为大跨度桁架结构，因此舞厅不设立柱。楼内侧后方设三跑楼梯、螺旋式楼梯与货运电梯作为垂直交通空间。
该楼高度远超过周边的二、三层建筑，为附近重要地标及城市天际线组成部分，可算作青岛第一栋高层建筑。